# Claës-Henrik Nordenskiöld

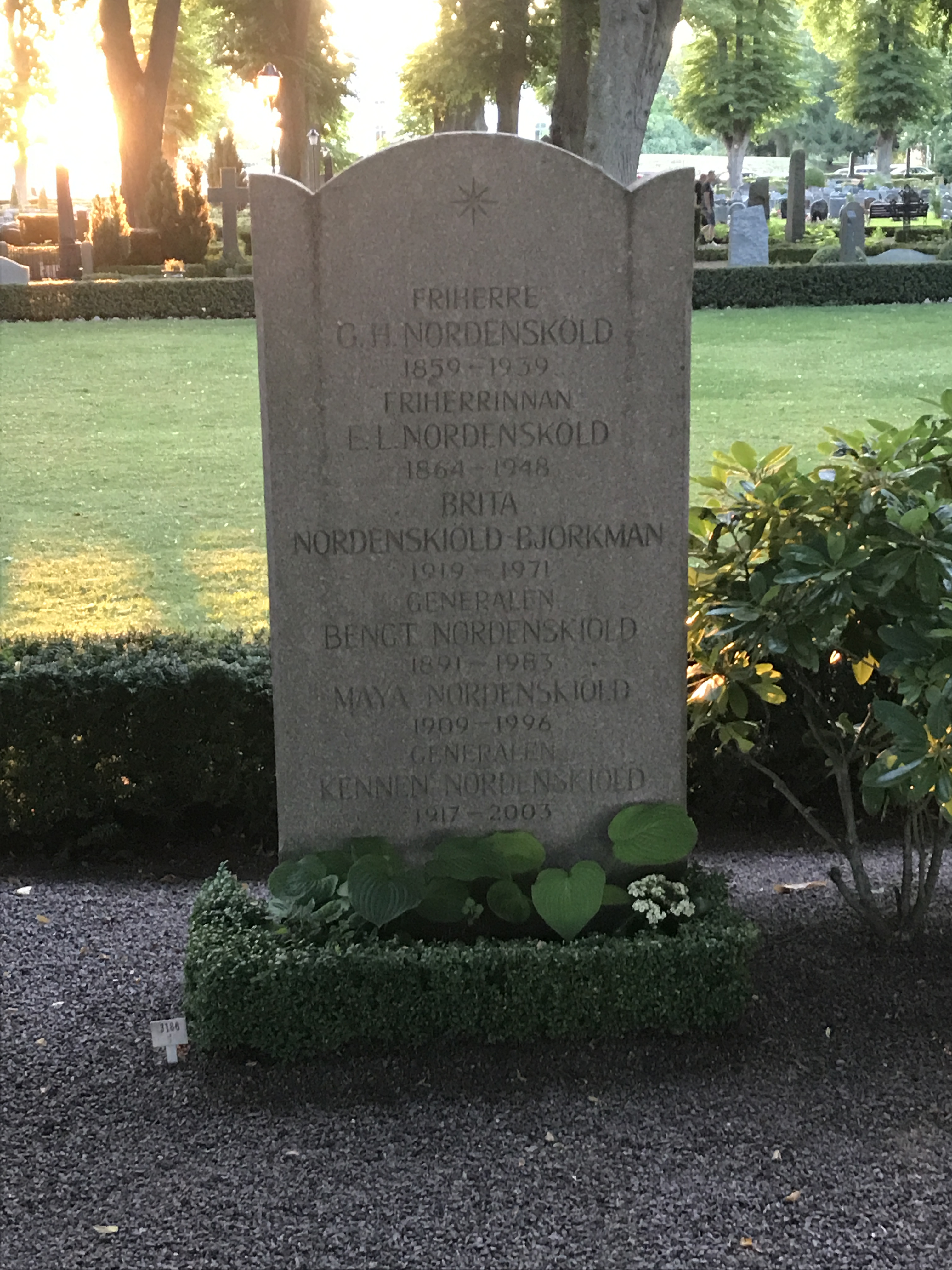
Claës-Henrik Nordenskiölds grav på Södra kyrkogården i Kalmar.

Claës-Henrik Bengtsson Nordenskiöld, född den 28 juli 1917 i Stockholm, död där den 11 november 2003, var en svensk friherre och militär (generalmajor). Han var son till Bengt G:son Nordenskiöld och far till Louise Nordenskiöld.

## Biografi
Nordenskiöld genomgick militär flygutbildning och utnämndes till fänrik i Flygvapnet 1941 och till löjtnant 1943. Han var placerad som biträdande försvarsattaché i Washington 1943–1945. Nordenskiöld befordrades till kapten 1948, till major 1953, till överstelöjtnant 1957, till överste 1960 och till generalmajor 1966. Han var chef för Flygvapnets bomb- och skjutskola (FBS) 1954–1956, för Flygstabens operationsavdelning 1956–1957, för dess planeringsavdelning 1957–1958, för Försvarsstabens planeringsavdelning 1958–1960 och flottiljchef vid Skånska flygflottiljen (F 10) 1960–1962. Nordenskiöd återvände därefter till Flygstaben, vars chef han var 1966–1970. Under den perioden var han även tillförordnad chef för Flygvapnet under tre månader 1968. Nordenskiöld övergick till näringslivet 1970 och blev specialiserad assistent till verkställande direktören vid Saab-Scania. Han vilar i sin familjegrav på Södra kyrkogården i Kalmar.

## Utmärkelser
- Minnestecken med anledning av Konung Gustaf V:s 90-årsdag, 1948.[1]
- Riddare av Svärdsorden, 1953.[2]
- Kommendör av Svärdsorden, 6 juni 1964.[3]
- Kommendör av första klass av Svärdsorden, 11 november 1966.[4]